# Polyortha radiata
Polyortha radiata es una especie de polilla de la familia Tortricidae. Se encuentra en Brasil.